# Metapsíquica
La metapsíquica (del griego meta: más allá de, y psique: mente) es el estudio de aquellos fenómenos que superan los límites de la conciencia y de los cuales todavía no se ha dado una explicación satisfactoria. La metapsíquica ha sido definida por el profesor y científico Charles Robert Richet como: «(...) la ciencia que tiene por objeto de estudio la producción de fenómenos, mecánicos o psicológicos debidos a fuerzas que parecen inteligentes o poderes desconocidos, latentes en la inteligencia humana».
Richet dividía el estudio de la metafísica de la mediumnidad en dos grupos: "metapsíquica subjetiva" y "metapsíquica objetiva", clasificándolos sobre la base de su división de los efectos físicos o psíquicos de la mediumnidad, que comprende los primeros telecinésicos y los segundos los criptestésicos. 
La metapsíquica ha estado relacionada con grandes maestros religiosos y espirituales a lo largo de la historia, como Jesús de Nazaret (Cristo),  Sidarta Gautama, Zaratrusta o Krishna. 
En este sentido se habla de:
- Telepatía
- Telequinesia
- Clarividencia
- Clariaudiencia
- Clarisentencia
- Videncia
- Viajes astrales
- ECM (Experiencias cercanas a la muerte)
- Levitación
- Bilocación
- Teletransporte
- Psicoquinesia
- Visión remota
- Percepción extrasensorial
- Precognición
- Transmigración
- Mediumnidad

También abarca las siguientes facultades psíquicas: Poderes psíquicos